# Perla Haney-Jardine

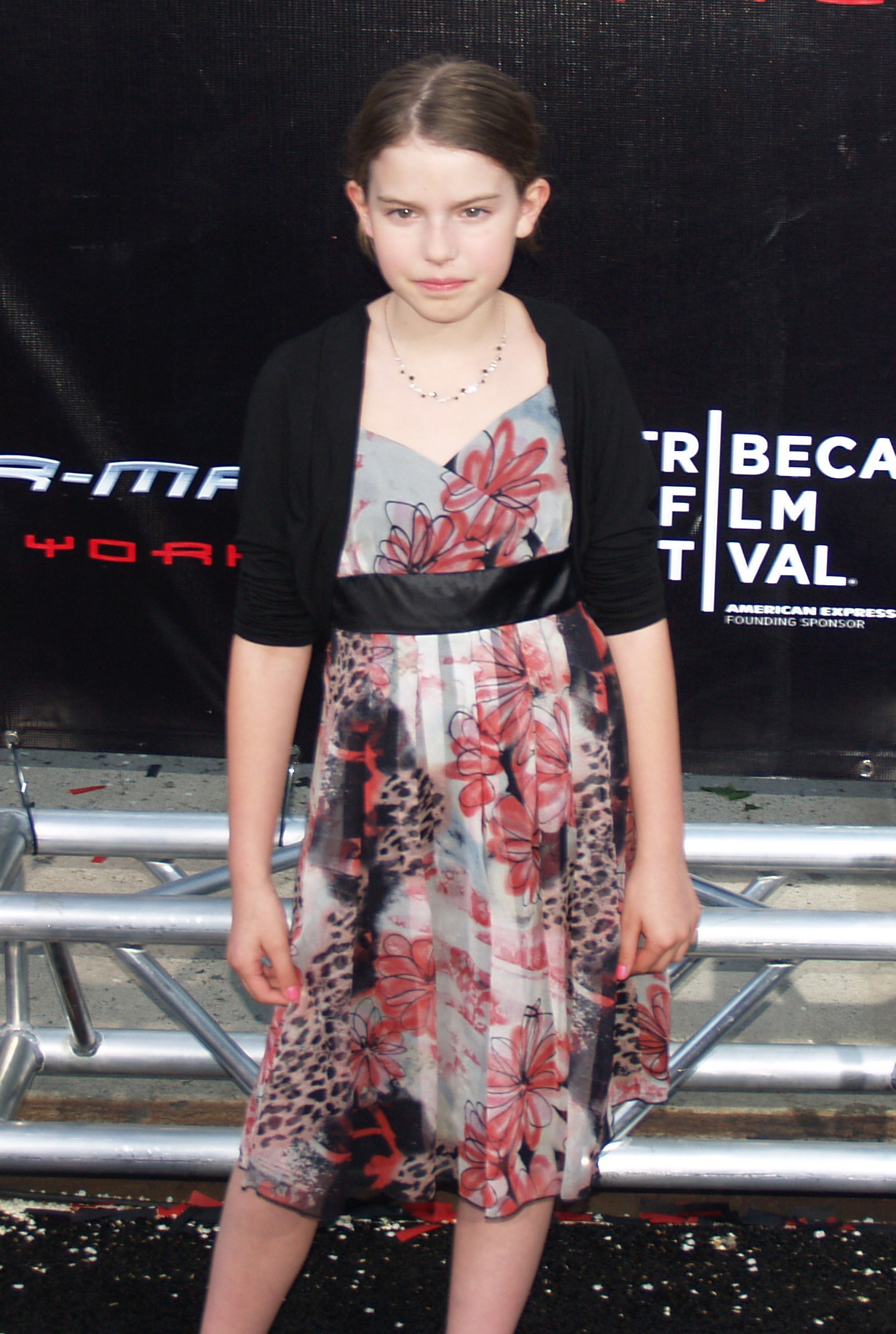
Perla Haney-Jardine, April 2007

Perla Haney-Jardine (* 17. Juli 1997 in Rio de Janeiro) ist eine US-amerikanische Schauspielerin.

## Leben
Perla Haney-Jardine ist die Tochter des venezolanischen Regisseurs Chusy Haney-Jardine und der Filmproduzentin Jennifer Macdonald. Sie trat zunächst in Werbespots auf. 
Ab Mitte der 2000er Jahre spielte sie in Filmen wie Kill Bill – Volume 2 und Spider-Man 3 mit. In dem Actionfilm Kill Bill – Volume 2 (2004) verkörperte sie, unter der Regie von Quentin Tarantino, B. B., die vierjährige Tochter von Beatrix Kiddo und Bill. Für ihre Darstellung wurde sie 2005 für den Saturn Award in der Kategorie „Beste Nachwuchsdarstellerin“ (Best Performance by a Younger Actor) nominiert.
In dem britischen Filmdrama Genova aus dem Jahr 2008 hatte sie an der Seite von Colin Firth eine Hauptrolle; sie spielte die jüngere Tochter eines Familienvaters und Witwers, die für den Unfalltod ihrer Mutter verantwortlich ist. In dem 2012 entstandenen Filmdrama Future Weather spielte sie schließlich neben Amy Madigan erneut eine Hauptrolle. Sie verkörperte darin den Teenager Lauduree, ein junges Mädchen aus dem amerikanischen Mittleren Westen, das, von der Mutter verlassen, sein Leben selbst in die Hand nimmt. In der Filmbiografie Steve Jobs war Haney-Jardine 2015 als Lisa Brennan-Jobs zu sehen.

## Filmografie (Auswahl)
- 2004: Kill Bill – Volume 2 (Kill Bill Vol. 2)
- 2005: Dark Water – Dunkle Wasser (Dark Water)
- 2007: Spider-Man 3
- 2008: Untraceable
- 2008: Genova
- 2012: Future Weather
- 2015: Steve Jobs
- 2017: Midnighters
- 2019: Once Upon a Time in Hollywood